# Formule 3 Euroseries

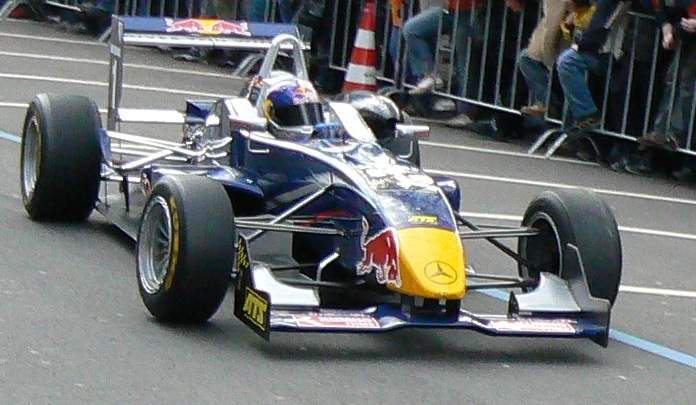
Sebastian Vettel in een Formule 3 auto.

De Formule 3 Euroseries was de officiële naam voor het Europese kampioenschap in de Formule 3, een klasse in de autosport die vooral jonge, ambitieuze coureurs trekt. De wedstrijden worden meestal gehouden in het voorprogramma van het Duitse toerwagenkampioenschap DTM. Onder de naam Formule 3 Euroseries bestond het kampioenschap van 2003 tot 2012. 

## Geschiedenis
Het eerste Europese F3 kampioenschap was in 1975. Het bestond uit 5 races en stond bekend als de F3 European Cup. De races waren in: Monaco, Nürburgring (Duitsland), Anderstorp (Zweden), Monza (Italië) en in Croix-en-Ternois (Frankrijk). Het kampioenschap werd gewonnen door de Australiër Larry Perkins in een Ralt-Ford.
In 1976 werd het kampioenschap uitgebreid tot 10 races. De naam veranderde in European F3 Championship. Het bestond tot 1984. uit deze klasse kwamen veel toekomstige Formule 1 coureurs voort zoals: Riccardo Patrese, Alain Prost en Michele Alboreto. De Nederlander Jan Lammers won het kampioenschap in 1978.
Voor en tijdens deze periode waren er diverse landelijke kampioenschappen in de Formule 3, onder meer in het Verenigd Koninkrijk, Duitsland, Frankrijk en Italië. Vooral het Duitse kampioenschap kende na 1984 een grote bloei met zowel kwalitatief als kwantitatief sterke startvelden. Kampioenen hier waren onder anderen Michael Schumacher en Jos Verstappen.
In 2003 besloten de Deutscher Motor Sport Bund (Duitsland) en de Fédération Française du Sport Automobile (Frankrijk) hun krachten te bundelen in de nieuwe Formule 3 Euroseries.
In 2012 werd het laatste seizoen van de Formule 3 Euroseries gehouden. Ook keert de naam Europees Formule 3-kampioenschap vanaf 2013 weer terug.

## Puntentelling
Elk raceweekend bestaat uit twee kwalificaties en drie races. Alleen race 2 heeft geen kwalificatie. Degene met pole position krijgt een extra punt.
| F3 Euroseries-puntensysteem (vanaf 2011) | F3 Euroseries-puntensysteem (vanaf 2011) | F3 Euroseries-puntensysteem (vanaf 2011) | F3 Euroseries-puntensysteem (vanaf 2011) | F3 Euroseries-puntensysteem (vanaf 2011) | F3 Euroseries-puntensysteem (vanaf 2011) | F3 Euroseries-puntensysteem (vanaf 2011) | F3 Euroseries-puntensysteem (vanaf 2011) | F3 Euroseries-puntensysteem (vanaf 2011) | F3 Euroseries-puntensysteem (vanaf 2011) | F3 Euroseries-puntensysteem (vanaf 2011) |
|                                          | 1                                        | 2                                        | 3                                        | 4                                        | 5                                        | 6                                        | 7                                        | 8                                        | 9                                        | 10                                       |
| ---------------------------------------- | ---------------------------------------- | ---------------------------------------- | ---------------------------------------- | ---------------------------------------- | ---------------------------------------- | ---------------------------------------- | ---------------------------------------- | ---------------------------------------- | ---------------------------------------- | ---------------------------------------- |
| Race 1+3                                 | 25                                       | 18                                       | 15                                       | 12                                       | 10                                       | 8                                        | 6                                        | 4                                        | 2                                        | 1                                        |
| Race 2                                   | 10                                       | 8                                        | 6                                        | 5                                        | 4                                        | 3                                        | 2                                        | 1                                        | 0                                        | 0                                        |

## Formule 3 Euroseries kampioenen
Verklaring: S/Ronde is Snelste Rondes

Opmerking: 1 kwalificatie sessie vanaf 2006

Opmerking: Vanaf 2011 3 races per weekend en andere puntentelling
| F3 Euroseries | F3 Euroseries     | F3 Euroseries                | F3 Euroseries | F3 Euroseries | F3 Euroseries | F3 Euroseries | F3 Euroseries   | F3 Euroseries      |
| Jaar          | Coureur           | Nationaliteit                | Punten        | Winst         | Poles         | S/Ronde       | Team            | Chassis/Motor      |
| ------------- | ----------------- | ---------------------------- | ------------- | ------------- | ------------- | ------------- | --------------- | ------------------ |
| 2012          | Daniel Juncadella | Vlag van Spanje              | 240           | 5             | 5             | 6             | Prema Powerteam | Dallara-Mercedes   |
| 2011          | Roberto Merhi     | Vlag van Spanje              | 406           | 11            | 8             | 10            | Prema Powerteam | Dallara-Volkswagen |
| 2010          | Edoardo Mortara   | Vlag van Italië              | 101           | 7             | 5             | 6             | Signature Team  | Dallara-Volkswagen |
| 2009          | Jules Bianchi     | Vlag van Frankrijk           | 114           | 9             | 6             | 7             | ART Grand Prix  | Dallara-Mercedes   |
| 2008          | Nico Hülkenberg   | Vlag van Duitsland           | 85            | 7             | 6             | 7             | ART Grand Prix  | Dallara-Mercedes   |
| 2007          | Romain Grosjean   | Vlag van Frankrijk           | 106           | 6             | 4             | 7             | ASM Formule 3   | Dallara-Mercedes   |
| 2006          | Paul di Resta     | Vlag van Verenigd Koninkrijk | 86            | 5             | 5             | 1             | ASM Formule 3   | Dallara-Mercedes   |
| 2005          | Lewis Hamilton    | Vlag van Verenigd Koninkrijk | 172           | 15            | 13            | 10            | ASM Formule 3   | Dallara-Mercedes   |
| 2004          | Jamie Green       | Vlag van Verenigd Koninkrijk | 139           | 7             | 6             | 7             | ASM Formule 3   | Dallara-Mercedes   |
| 2003          | Ryan Briscoe      | Vlag van Australië           | 110           | 8             | 4             | 5             | Prema Powerteam | Dallara-Opel       |